# Anna Maria Bernini
Anna Maria Bernini Bovicelli (ur. 17 sierpnia 1965 w Bolonii) – włoska polityk, prawniczka, wykładowczyni akademicka, parlamentarzystka, w 2011 minister ds. stosunków europejskich, od 2022 minister szkolnictwa wyższego i badań naukowych.

## Życiorys
Jest córką Giorgia Berniniego, polityka, ministra w pierwszym rządzie Silvia Berlusconiego.
Ukończyła studia prawnicze, specjalizując się w prawie cywilnym i administracyjnym. Została następnie wykładowcą akademickim na Uniwersytecie Bolońskim (z zakresu prawa publicznego porównawczego). W przedterminowych wyborach parlamentarnych w 2008 uzyskała mandat posłanki do Izby Deputowanych XVI kadencji. Kandydowała z ramienia Ludu Wolności z rekomendacji Sojuszu Narodowego. W 2010 bez powodzenia ubiegała się o urząd prezydenta regionu Emilia-Romania.
28 lipca 2011 rozpoczęła urzędowanie jako minister ds. stosunków europejskich w czwartym gabinecie premiera Silvia Berlusconiego. Urząd ten pozostawał nieobsadzony od 17 listopada 2010, kiedy to odwołany został Andrea Ronchi. Funkcję ministra pełniła do 16 listopada 2011.
W 2013 z listy PdL została wybrana do Senatu XVII kadencji. W 2018 i 2022 utrzymywała mandat senatora jako kandydatka reaktywowanej partii Forza Italia.
22 października 2022 została ministrem szkolnictwa wyższego i badań naukowych w gabinecie Giorgii Meloni.